# Universidad del Sur de Illinois Carbondale
La Universidad del Sur de Illinois Carbondale -SIU- (Southern Illinois University Carbondale en inglés) es una de las dos instituciones académicas que componen la universidad estatal Universidad del Sur de Illinois (Southern Illinois University en inglés). Se ubica en Carbondale en el estado de Illinois. Cuenta con 26.600 estudiantes. La universidad es especialmente conocida por sus investigaciones y enseñanza en la tecnología de automoción.

## Deportes
Los equipos deportivos de SIU son los Salukis. Compiten en la Missouri Valley Conference. El equipo de fútbol americano juega en la Gateway Football Conference. 

## Alumnos célebres
- Jim Belushi, comediante
- Shawn Colvin, músico y cantante
- Dennis Franz, actor
- Walt Frazier, baloncestista
- Jenny McCarthy, modelo, playmate y actriz
- Bob Odenkirk, actor